# Skvattramssprickling
Skvattramssprickling (Coccomyces ledi) är en svampart som beskrevs av Rehm 1913. Skvattramssprickling ingår i släktet Coccomyces och familjen Rhytismataceae.  Arten är reproducerande i Sverige. Inga underarter finns listade i Catalogue of Life.